# L’Ombre des lumières
L'Ombre des lumières est une série prévue en trois albums de Alain Ayroles pour le scénario et Richard Guérineau pour le dessin et les couleurs. Les deux premiers tomes ont été publiés en 2023 et 2024 aux éditions Delcourt. Le troisième est prévu pour fin 2025. Les albums racontent les aventures du Chevalier de Saint Sauveur au 18ème siècle.

## Synopsis
Série en cours.

### L'Ennemi du genre humain (2023)
En 1794, un anonyme a trouvé une abondante correspondance dans un secrétaire lors d’une perquisition pendant la révolution. C’est toute la vie du Chevalier de Saint Sauveur qui y est exposée et qui fait l’objet du récit. L’histoire débute en 1745 et suit le quotidien de Eunice de Clairefont, femme mariée, savante. Le Chevalier fera tout pour la séduire. En se faisant passer pour un jeune Baron, il se rapprochera d’elle. Après l’avoir conquise, il retournera à Paris, fier d’avoir gagné son pari: séduire cette femme qui avait humilié la Baronne de Féranville, son amie et maitresse. En 1753, Le Marquis de Bréval convoque le Chevalier pour être son témoin pour un duel, il pourrait y gagner une charge royale. Pour s’approcher du Roi, le Chevalier va manigancer pour acquérir un Indien de la Nouvelle-France, un Iroquois qu’il baptisera Adario. Gonzague va l’éduquer afin que le Chevalier en fasse son attraction de cour. Mais, revers de fortune, le Chevalier perd au jeu face au Comte de Mirepoix et n’aura pas la charge Royale espérée. De plus, les biens du Chevalier sont saisis et l’Iroquois est reconnu comme libre. M. de Clairefont, voulant se venger, provoque le Chevalier en duel, après avoir du répudier sa femme Eunice. Le Chevalier décide de fuir et d’embarquer pour les Amériques. Sur le bateau, le Chevalier recoit une lettre du Comte de Mirepois, contenant un défi qui lui redonne espoir.

Un indien de "l'Ombre des Lumières" de Richard Guérineau

### Dentelles et Wampum (2024)
En 1753, Le Chevalier de Saint Sauveur a embarqué pour la Nouvelle France. Le Comte de Mirepoix lui propose d’annuler sa dette s’il réussit à faire se marier Aimée, la fille du Marquis d’Archambaud, à un Iroquois afin de discréditer la famille. Famille qui prend trop de place à son goût à la cour du Roi. Arrivé et installé à Québec, le Chevalier découvrira la noblesse locale, les indigènes et les coureurs des bois. Il intriguera pour que Aimée s’éprenne de l’Iroquois Adario, de son vrai nom Mitewile’un. Arrivé quasiment à son but, le mariage n’a finalement pas lieu car le Chevalier découvre que Adario n’est pas un Iroquois mais un Loup et manigance pour tout arrêter. Aimée et Adario s’enfuient dans la forêt. Le Chevalier, Gonzague et Calisson finissent par les rattraper. Le Chevalier capture Aimée, assomme Adario. Ce dernier est retrouvé par sa tribu. Les indiens rattrapent le Chevalier, tuent Calisson et blessent Gonzague. Finalement, le Chevalier est sauvé par les soldats qui patrouillaient et commandés par Pierre-Hugues-Marie de Girac.

### Le démon des Grands Lacs
Ce titre est prévu pour fin 2025.

## Albums
| L'ombre des lumières (2023-2025) - 1. L'Ennemi du genre humain , 2023, Delcourt Scénario : Alain Ayroles - Dessin et couleurs : Richard Guérineau - (ISBN 9782413078548) - 2. Dentelles et Wampum , 2024, Delcourt Scénario : Alain Ayroles - Dessin et couleurs : Richard Guérineau - (ISBN 9782413078555) - 3. Le démon des Grands Lacs , fin 2025, Delcourt Scénario : Alain Ayroles - Dessin et couleurs : Richard Guérineau - (ISBN 9782413087816) |

## Personnages
- Chevalier Justin Fleuri de Saint Sauveur: Personnage principal. Les écrits de sa vie seront retrouvés à la révolution et montreront toute sa face sombre.
- Eunice de Clairefont: Femme savante et mariée qui sera manipulée par le Chevalier
- Gonzague: Le valet du Chevalier
- Adario: l’Iroquois que le Chevalier gagne au jeu et qui l’accompagnera en Nouvelle France
- Baronne de Féranville: Amie et maitresse du Chevalier, aussi intrigante que lui.
- Le Comte de Mirepoix: un puissant de la cour que le Chevalier fréquentera.
- Aimée: La fille du Marquis d’Archambaud, fiancée de Adario
- Le père Marquais: Ecclésiastique qui sera du voyage en Nouvelle France et sera le témoin du pari du Comte de Mirepoix
- Calisson: un coureur des bois qui servira de guide au Chevalier
- La Groseille: un coureur des bois qui aidera Gonzague a commercer au Québec.
- Pierre-Hughes-Marie de Girac: jeune noble du Québec qui rêve de devenir un héros.

## Analyse
Le premier tome présente le personnage et un système de lettres racontant les actions du Chevalier de Saint Sauveur sous forme de récit autobiographique. L'ensemble est en vieux francais et comme le note S.Salin: « Monsieur Ayroles emprunte les manières de notre illustre Choderlos de Laclos », faisant référence à son oeuvre la plus connue que sont Les Liaisons dangereuses.
Ce tome ne délivre que peu d’informations sur la vérité de l’histoire, créant une vraie attente de la suite et de la frustration comme le note Benjamin Roure : « Mais alors, d’où vient l’étrange sentiment d’insatisfaction quand on referme ce premier tome d’une trilogie ? D’une part, c’est justement parce que c’est un premier tome s’achevant sur un vrai suspense et ouvrant de nouvelles possibilités pour son trouble héros : la frustration de ne pas avoir la suite est grande, même si on le savait dès le départ. D’autre part, l’impression d’être manipulé est présente dès les premières pages et la curieuse lettre d’un « rédacteur » expliquant avoir découvert la correspondance de Saint-Sauveur ».
Dès le début, la personnalité du personnage principal est clairement décrite. Comme l’écrit Stéphane Jarno : « il n’est pas seulement l’incarnation du libertinage, des privilèges et des vices de l’Ancien Régime, il est le mal absolu, l’ombre la plus noire du siècle des Lumières ». L’intrigue est complexe et le jeu des différentes correspondances en fait un livre reconnu pour l’habileté de sa mise en scène. Comme l’écrit Mick Léonard : « au-delà du processus très accrocheur des lettres en voix-off, la construction du récit est un bijou de réalisation ».
Le second tome se déplace de Paris vers le Québec. Comme le note S.Salin : « Alain Ayroles casse le rythme donné par les écrits des divers protagonistes et sort son récit des intrigues de cour et de cœurs pour lui conférer un souffle plus épique et dynamique ». Le dessin de R.Guérineau est réaliste et il note aussi : « son découpage sait parfaitement rythmer ce récit et insuffler vie aux différents intervenants avec une forme de justesse qui fait que rien n’est de trop et rien ne manque ! ». Ce second tome se situe quelques années avant la guerre de 7 ans et sous le règne de Louis XV.  Le cadre historique est respecté tant au niveau des comportements, du langage et de l’illustration, aussi bien à la cour de Versailles que au Québec. Comme l’écrit C.Kosack : « Ce tome confirme de la part des auteurs la maîtrise parfaite du cadre historique, augmentée ici de l’éclairage sur la vie quotidienne dans une colonie de la Nouvelle-France. La double narration permanente (récit dessiné et contenu des échanges épistolaires) aboutit à une description de la société française de métropole et de la colonie nord-américaine. »
Le rapprochement avec d'autres oeuvres sur le même thème ne dévalorise pas ces albums car les dialogues et les dessins sont reconnus pour leur qualité. Cela est plutôt vu comme un hommage réussi. Comme l'écrit Nicolas Autier: « Un mot appuyé enfin pour rendre justice au superbe travail graphique de Richard Guérineau qui se marie à merveille au scénario d’Alain Ayroles. La finesse de l’un renvoie à la précision de l’autre tandis que l’élégante énergie de celui-là fait écho à l’intelligente subtilité de celui-ci ».
Le duo d’auteurs reçoit de bonnes critiques sur ces livres et comme l’écrit Jean-Laurent Truc : « Il y a avec Ayroles le mystère astucieux, la subtilité des mots et des actes qui vont accompagner au plus profond de ses turpitudes le très doué Saint-Sauveur à la façon des Liaisons dangereuses. Un puzzle dont toutes les pièces vont s’imbriquer sur le beau dessin de Guérineau, élégant à la suite d’un infâme mais enviable parfois libertin ».